# Anna Calvi
Anna Calvi (Twickenham, 1980. szeptember 24. –) brit énekesnő, gitáros, dalszerző.
Valahol a sötétebb western filmek baljós levegője és a David Lynch-től megszokott, szürreális világok között helyezkednek el Anna Calvi dalai.

## Pályakép
Olasz apa és angol anya gyermeke. Az olasz apa befolyása alatt korán megismerkedett a legkülönbözőbb zenei műfajokkal. Captain Beefheart, a Rolling Stones és Maria Callas is a kedvenceivé váltak. Korán értette a klasszikus zenét is. Hatéves korában hegedülni, nyolcéves korában gitározni kezdett. Ekkoriban már nagy hatással volt rá Ravel, Debussy, Gesualdo és Olivier Messiaen is. Tizenhárom évesen Django Reinhardt, és Jimmy Hendrix hatott rá erősen.
Az iskolái után a képzőművészet iránt is vonzalmat érzett, de aztán inkább a zene felé fordult. A University of Southampton-ban tanult zenét, Édith Piaf és Nina Simone énekmódján trenírozva kereste saját hangját.
Alapított néhány zenekart, melyek közül a Cheap Hotellel egy dalt ki is adtak.
2011-ben jelent meg első saját lemeze, ami egyszerűen a nevét viselte. A lemez több európai országban jelentős sikert aratott és az énekesnőt ismertté tette.

## Diszkográfia
Anna Margaret Michelle Calvi neve alatt 2025 évig 80 szerzemény jegyeztek be a szerzői jogi adatbázisba. Ez a szám nyilván sokasodni fog az évek során. Néhány az említettek közül
- Whyne Shanklin–Jim Anderson (adaptálás): Jezabel

- Anna Calvi–Daniel Maiden-Wood (dob, ütősök): Moulinette T-905.686.084-5

- Anna Calvi–Pritpal Singh Soor: Blackout ISWC T-905.686.067-4
- Anna Calvi–Pritpal Singh Soor: Suzanne and I T-905.686.074-3
- Anna Calvi–Pritpal Singh Soor: Desire T-905.686.072-1

- Anna Calvi–Pritpal Singh Soor: First we kiss T-905.686.076-5

- Anna Calvi: Eliza T-912.957.312-2

- Anna Calvi: Cry T-912.957.314-4
- Anna Calvi: Kiss to your twin T-912.957.310-0
- Anna Calvi–Marianna Faithful: Falling back T-915.392.706-1
- Anna Calvi: Endless world T-913.698.699-7
- Anna Calvi–Nicolas Launay: Miquelon T-318.400.929-4
- Anna Calvi–Nicolas Launay: The road to hell T-318.817.479-6

- Anna Calvi: 1970's wind T-913.698.700-3

- Nicolas Launay–Anna Calvi: The eleventh hour -318.400.937-4
- Anna Calvi: Suddenly T-912.957.311-1
- Nicolas Launay–Anna Calvi: Arthur T-318.400.940-9
- Nicolas Launay–Anna Calvi: The Sanatorium T-318.400.945-4

- Anna Calvi: Piece by piece T-912.957.313-3

### Stúdióalbumok
- Anna Calvi (Domino, 2011)
- One Breath (Domino, 2013)
- Hunter (Domino, 2018)
- Hunted (Domino, 2020)

### Középlemez
- Strange Weather; 2014

### Single
- Jezebel / Moulinette; 2010
- Blackout / Surrender; 2011
- Suzanne and I" / "Baby It's You; 2011
- Jezebel (francia verzió) / Wolf Like Me; 2012
- Eliza / A Kiss To Your Twin; 2013
- Endless World / 1970s Wind; 2013
- Suddenly / Fire; 2013
- Piece by Piece; 2014

## Díjak és jelölések
| Év   | Szervezet                 | Jelölt munka | Díj                                 | Eredmény |
| ---- | ------------------------- | ------------ | ----------------------------------- | -------- |
| 2010 | BBC Sound of 2011         | Anna Calvi   | Sound of 2011                       | Jelölés  |
| 2011 | Mercury Prize             | Anna Calvi   | Best Album                          | Jelölés  |
| 2011 | UK Festival Awards        | Anna Calvi   | Best Breakthrough Artist            | Jelölés  |
| 2011 | European Festivals Awards | Anna Calvi   | Newcomer of The Year                | Jelölés  |
| 2012 | Eurosonic Noorderslag     | Anna Calvi   | European Border Breakers Award (UK) | Elnyert  |
| 2012 | The Guardian              | Anna Calvi   | First Album Award                   | Jelölés  |
| 2012 | Brit Awards               | Anna Calvi   | British Breakthrough Act            | Jelölés  |
| 2012 | European Festivals Awards | Anna Calvi   | Newcomer of The Year                | Jelölés  |